# Тшцянка (гміна Бодзентин)
Тшцянка (пол. Trzcianka) — село в Польщі, у гміні Бодзентин Келецького повіту Свентокшиського воєводства.
У 1975-1998 роках село належало до Келецького воєводства.